# Piedra de Amolar
Piedra de Amolar är en ort i Mexiko.   Den ligger i kommunen San Miguel Soyaltepec och delstaten Oaxaca, i den sydöstra delen av landet, 300 km sydost om huvudstaden Mexico City. Piedra de Amolar ligger 116 meter över havet och antalet invånare är 1 992.
Terrängen runt Piedra de Amolar är platt åt sydväst, men åt nordost är den kuperad. Runt Piedra de Amolar är det ganska glesbefolkat, med 39 invånare per kvadratkilometer. Närmaste större samhälle är San Lucas Ojitlán, 8,6 km sydost om Piedra de Amolar. Omgivningarna runt Piedra de Amolar är en mosaik av jordbruksmark och naturlig växtlighet.